# C1orf52
C1orf52 (англ. Chromosome 1 open reading frame 52) – білок, який кодується однойменним геном, розташованим у людей на 1-й хромосомі. Довжина поліпептидного ланцюга білка становить 182 амінокислот, а молекулярна маса — 20 599.
| 10         |  | 20         |  | 30         |  | 40         |  | 50         |
| ---------- |  | ---------- |  | ---------- |  | ---------- |  | ---------- |
| MAAEEKDPLS |  | YFAAYGSSSS |  | GSSDEEDNIE |  | PEETSRRTPD |  | PAKSAGGCRN |
| KAEKRLPGPD |  | ELFRSVTRPA |  | FLYNPLNKQI |  | DWERHVVKAP |  | EEPPKEFKIW |
| KSNYVPPPET |  | YTTEKKPPPP |  | ELDMAIKWSN |  | IYEDNGDDAP |  | QNAKKARLLP |
| EGEETLESDD |  | EKDEHTSKKR |  | KVEPGEPAKK |  | KK         |  |            |

A: Аланін

C: Цистеїн

D: Аспарагінова кислота

E: Глутамінова кислота

F: Фенілаланін

G: Гліцин

H: Гістидин

I: Ізолейцин

K: Лізин

L: Лейцин

M: Метіонін

N: Аспарагін

P: Пролін

Q: Глутамін

R: Аргінін

S: Серин

T: Треонін

V: Валін

W: Триптофан

Кодований геном білок за функцією належить до фосфопротеїнів. 
Задіяний у такому біологічному процесі, як альтернативний сплайсинг. 